# Saint-Martin-du-Frêne

Saint-Martin-du-Frêne este o comună în departamentul Ain din estul Franței.